# Ghaziabad (huyện), Kunar
Ghazi Abad là một huyện thuộc tỉnh Konar, Afghanistan. Dân số thời điểm năm 1999 là -7,5 người.